# Rostgumpad kanastero
Rostgumpad kanastero (Asthenes dorbignyi) är en fågel i familjen ugnfåglar inom ordningen tättingar.

## Utbredning och systematik
Rostgumpad kanastero utgör ett artkomplex där gränserna mellan arterna är omdiskuterade. International Ornithological Congress (IOC) delar in rostgumpad kanastero i två underarter med följande utbredning:
- Asthenes dorbignyi consobrina – förekommer i Anderna i västra Bolivia
- Asthenes dorbignyi dorbignyi – förekommer i Anderna i centrala Bolivia och nordvästra Argentina

Andra, som Clements et al, inkluderar både mörkvingad kanastero (Asthenes arequipae) och ljusstjärtad kanastero (Asthenes huancavelicae) i dorbignyi, den senare vidare uppdelad i två av BirdLife International som urskiljer taxonet usheri som egen art.

## Status
IUCN kategoriserar arten som livskraftig.